# Polica
A Polica egy 1396 méter magas hegy dél-Lengyelországban, a Kis-Lengyelországi vajdaság Tátrai-járásában. Az Északnyugati-Kárpátok külső vonulatán a Magas-Beszkidekhez tartozik.
A hegy csúcsa volt a történelmi Magyarország legészakibb pontja. 1918-ban a hegy a Második Lengyel Köztársasághoz került, amit 1920-ban trianoni békediktátum is jóvá hagyott, majd Lengyelország 1939-es lerohanása és felosztása után az Első Szlovák Köztársasághoz került. 1945-től ismét Lengyelország része.
1969. április 2-án a LOT Lengyel Légitársaság 165-ös gépe a Polica északi lejtőjébe csapódott és a rajta tartózkodó 53 személy életét vesztette. A helyszínen az 1990-es években keresztet állítottak az elhunytak emlékére.